# Климчак Іван
Іван Климчак (псевдо: «Лисий», «Павлюк») (1915, с. Тартаків, нині Сокальська міська громада, Львівська область – 12 вересня 1944, біля м. Шацьк, нині Волинська область, за іншими версіями вересень-жовтень 1944 або 1945)  — військовий діяч, хорунжий УПА, командир бригади «Пилявці» ВО-3 «Турів».

## Життєпис
З осені 1941 року і до липня 1942 року чотовий Луцької сільськогосподарської школи. У середині липня 1942 року разом з чотою курсантів Луцької сільськогосподарської школи був відправлений до Матієва на підсилення вишколеними кадрами 103-го шуцманшафтбатальйону та був призначений заступником командира старшинської школи для охоронних сотень і куренів, що діяла при батальйоні. 
У березні чи у квітні 1943 разом з 186 вояками приєднався до лав УПА. Спершу командував сотнею. З першої половини 1944 року командир куреня «Буг», групи УПА «Турів», потім командир бригади «Пилявці» ВО-3 «Турів».. 31 серпня 1944 року йому було присвоєне звання хорунжого. 
За основною версією загинув 12 вересня 1944 біля міста Шацьк,  а за різними версіями загинув або у вересні-жовтні 1944 року під час бою з підрозділами Червоної армії, або в серпні 1945 року від отриманого поранення. Тіло вбитого Климчака було вивішене для огляду на шибениці в Шацьку.